# Vila Nova de São Pedro
Vila Nova de São Pedro ist ein Ort und eine ehemalige Gemeinde (Freguesia) im portugiesischen Kreis Azambuja. In der Gemeinde lebten 685 Einwohner (Stand 30. Juni 2011).
Am 29. September 2013 wurden die Gemeinden Vila Nova de São Pedro, Manique do Intendente und Maçussa zur neuen Gemeinde União das Freguesias de Manique do Intendente, Vila Nova de São Pedro e Maçussa zusammengefasst.